# Werdermannia
Werdermannia é um género botânico pertencente à família Brassicaceae.